# Karabiner 31
Der Karabiner 31 ist ein Repetiergewehr mit Geradzugverschluss im Kaliber 7,5 × 55 mm. Das abnehmbare Kastenmagazin fasst sechs Patronen, es kann unter Verwendung eines Laderahmens oder mit einzelnen Patronen geladen werden. Die Waffe basierte auf dem vom Hauptmann Furrer weiterentwickelten System Schmidt-Rubin und wurde in der Eidgenössischen Waffenfabrik Bern hergestellt. Die ersten 200 Gewehre wurden 1931 für Versuche an die Truppe abgegeben, deshalb der Name Karabiner 31.
Der Karabiner wurde ab 1958 durch das Sturmgewehr 57 abgelöst. Bis zum militärischen Produktionsende 1958 wurden 528'318 Stück produziert. Der Karabiner wurde dem Soldaten der Schweizer Armee von 1933 bis 1958 als persönliche Waffe abgegeben. Nach 1970 wurden die letzten Waffen ausser Dienst gestellt, was der regen Verwendung im Schiesssport aber keinen Abbruch tat.

## Konstruktion
Im Gegensatz zu zahlreichen anderen Karabinern seiner Zeit ist durch das Verschlusssystem Schmidt-Rubin kein Hochschwenken des Riegelgriffs zum Entriegeln nötig, was ein schnelleres Nachladen und Feuern ermöglicht. Im Gegensatz zu den älteren Schmidt-Rubin-Waffen verriegeln die Verriegelungszapfen des wesentlich kürzeren Drehkopfverschlusses direkt hinter dem Patronenlager im Verschlussgehäuse, was im Vergleich zum Karabiner 11 eine kürzere Baulänge von Verschluss und Verschlussgehäuse und eine Verlängerung des Laufes um 60 mm bei gleicher Waffenlänge ermöglichte. Die Waffen wurden mit sehr engen Toleranzen auf hohem technischen Niveau gefertigt, weshalb ihnen die sprichwörtliche schweizerische Präzision zugesprochen wird.

## Die Zielfernrohrkarabiner (Zf. Kar. 31/42 und Zf. Kar. 31/43)
Zur Ausrüstung der Scharfschützen wurden 1942 und 1943 Karabiner mit einem seitlich am Verschlussgehäuse angebrachten Zielfernrohr hergestellt. Um das Gesichtsfeld vom Vorderteil der Waffe freizuhalten, war das Objektiv ausschwenkbar. Zusätzlich wurde dadurch die Präsenz eines Scharfschützen verschleiert, da das Zielfernrohr nicht auf den ersten Blick auszumachen ist.
Daten der Zielfernrohre:
- Zf. Kar. 31/42, Objektivdurchmesser: 9 mm / Vergrösserung: 1,8 / Gesichtsfeld 125 ‰ / Einstellbereich in Schritten 100 m: 1000 m
- Zf. Kar. 31/43, Objektivdurchmesser: 12 mm / Vergrösserung: 2,8 / Gesichtsfeld 80 ‰ / Einstellbereich in Schritten 100 m: 700 m

## Der Zielfernrohrkarabiner (Zf. Kar. 55)

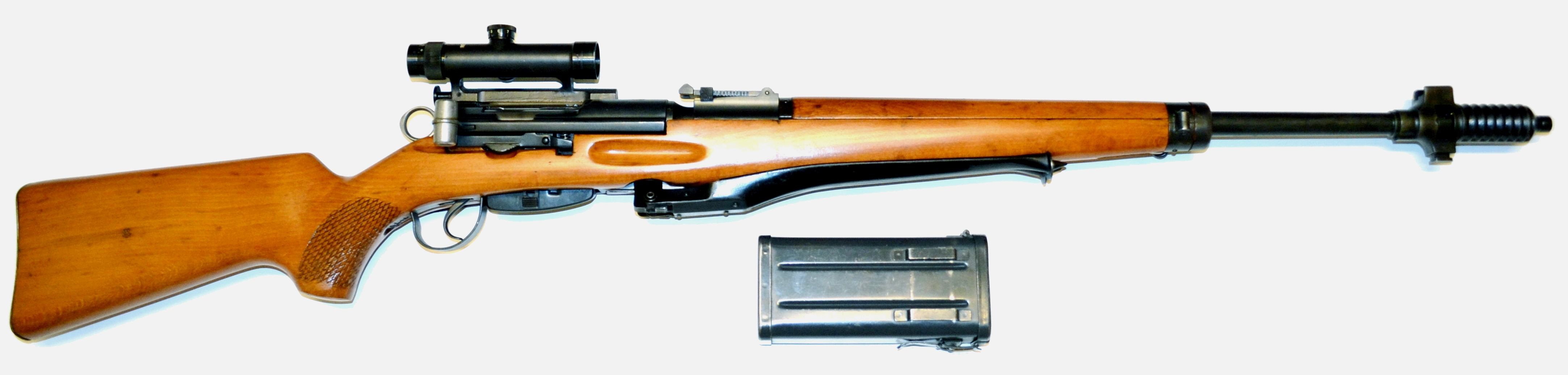
Zielfernrohr-Karabiner 55

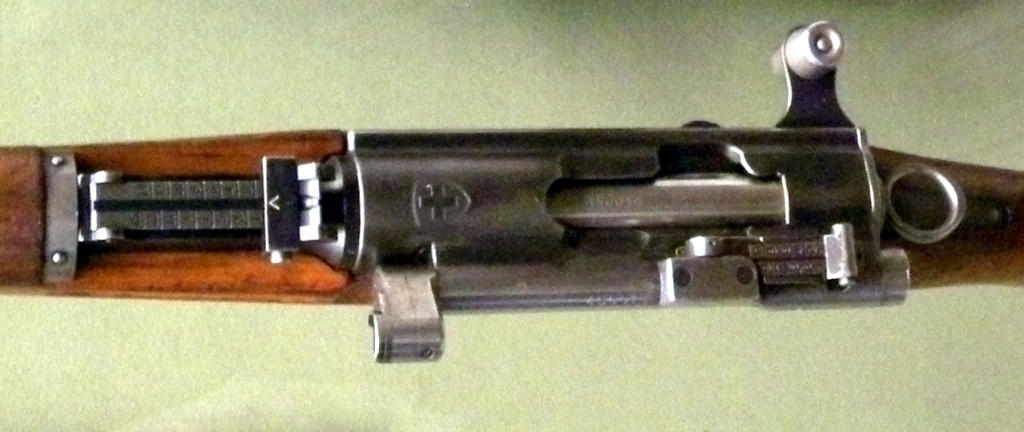
Herausschwenkbares Objektiv beim Zielfernrohr-Karabiner 31/43

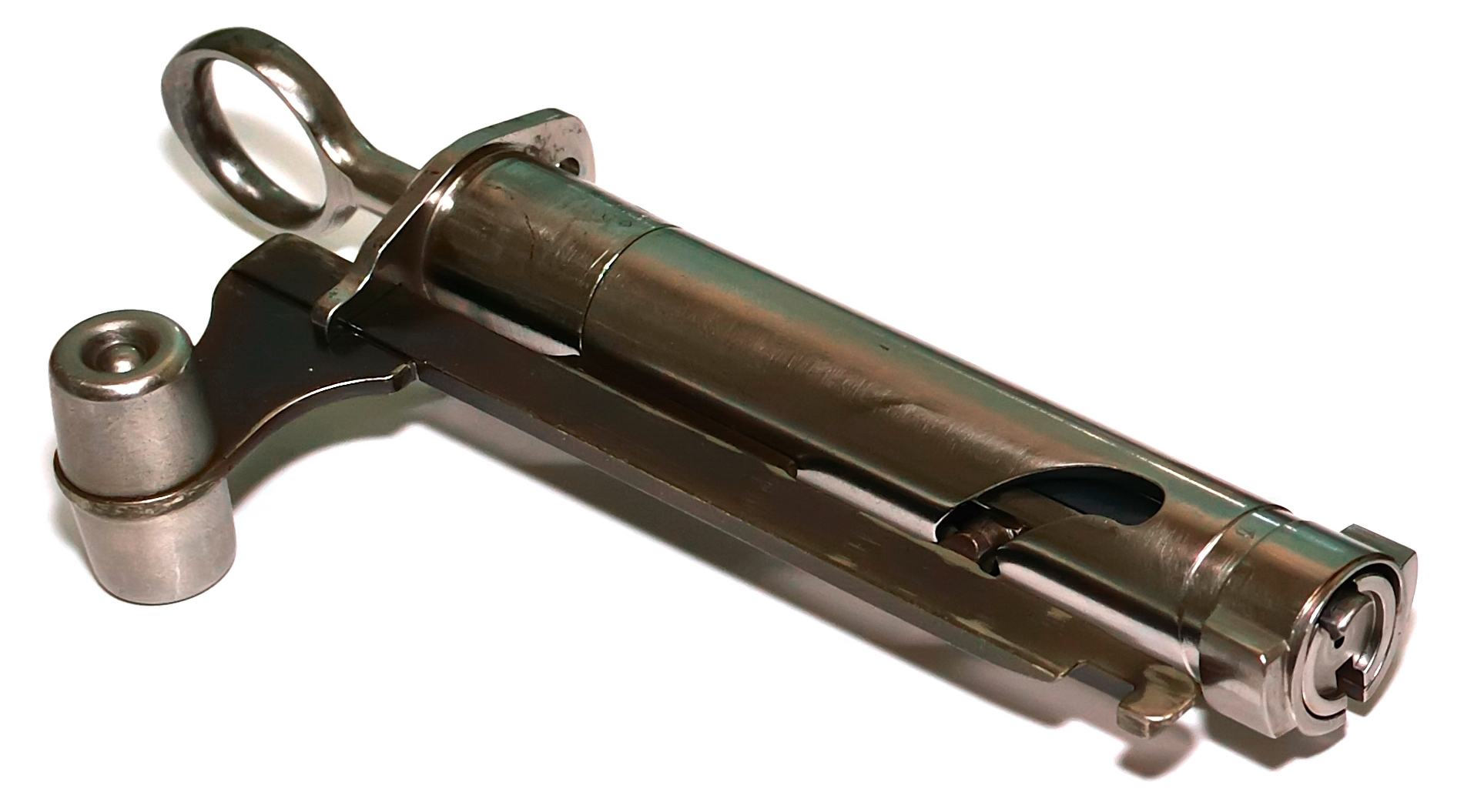
Verschluss des Karabiner 31

Nach dem Kriege wurde im Jahr 1955 der Zf. Kar. 55 mit Mündungsbremse, Mittelstützen und aufsetzbarem Kern-Aarau-Zielfernrohr abgegeben. Da das Zielfernrohr auf dem Verschlussgehäuse angebracht war, musste das Nachladen und der Auswurf der abgeschossenen Hülse seitlich erfolgen, was eine um 15° nach rechts geneigte Bettung im speziell für dieses Modell angefertigten Nussbaum-Holzschaft nötig machte. Der Zf. Kar. 55 weist Einflüsse von bereits in den Zwanzigerjahren entwickelten Waffen auf. So wurde das Prinzip der Mündungsbremse von den Maschinenpistolen Thompson Model 1921 mit der „Cutts-Compensator“ genannten Mündungsbremse übernommen.
Der Zf. Kar. 55 wurde seinerzeit weltweit als präzisestes und schönstes Armeegewehr bezeichnet. Tatsächlich vermag es der Zf. Kar. 55 heute noch, eine Systemstreuung von weniger als 0,8 ‰ mit Ordonnanzmunition zu halten, was deutlich besser als die heutigen Anforderungen an militärische DMR-Gewehre ist.
- Gewicht der Waffe, feuerbereit, ohne Bajonett: 6,1 kg
- Gewicht ohne Zf. ungeladen: 5,53 kg
- Länge der Waffe. 121 cm
- Höhe der Laufachse über Boden beim Schiessen ab Stütze 32 cm
- Objektivdurchmesser: 25 mm / Vergrösserung: 3,5 / Gesichtsfeld 75 ‰ / Einstellbereich in Schritten 100 m: 800 m
- Einsatzschussweite auf Einzelziele bei schwierigen Beleuchtungsverhältnissen 500 – 600 m

## Gewehrgranaten für Karabiner 31
Im Zweiten Weltkrieg wurde erstmals Hohlladungsmunition in grösserem Umfang verwendet, vor allem im Spreng- und Panzerabwehrbereich. In der schweizerischen Armee wurde mit der Panzerwurfgranate der Truppe ab 1943 ein Panzernahbekämpfungsmittel auf dieser Basis zugeführt. Die Panzerwurfgranaten 43/44, 44 und 48 unterscheiden sich nur in der Art der Anfeuerung der Sprengladung. Die Sprengkörper sind identisch mit der zum Raketenrohr 50 entwickelten 8,3-cm-Panzerabwehrrakete.
Für den Abschuss wurde ein besonderer Schiessbecher konstruiert, welcher der Laufmündung des Sturmgewehrs 57 ähnlich sieht. Dieser wird von vorne über die Laufmündung gestülpt und mit zwei Klappflügeln oder mittels Federdruck (späteres Modell) am Kornträger fixiert. Die Treibpatronen und das Wechselmagazin wurden abweichend von den normalem Magazin und Munition metallisch-glänzend gestaltet. Zudem wurde im vorderen Teil des Magazins ein Block angebracht, der nur das Abfüllen der kürzeren Treibpatronen erlaubt, um das versehentliche Verschiessen von Granaten mit GP-11-Patronen mit Geschoss unmöglich zu machen.

## Weitere Verwendung
Der Karabiner ist auch die Basis der in der Schweiz bei Polizeikräften üblichen Tränengas- und Gummischrotwerfers (TW 73, respektive TW 04). Auch als Jagdbüchse gibt es umgebaute Karabiner im Handel. Darüber hinaus wird er in der Disziplin Ordonnanzgewehr für das Sportschiessen verwendet, da der bis fast zur Mündung gehende Handschutz ein Hitzeflimmern des Laufes weitgehend unterbindet.

## Sicherheit
Nach intensiver Verwendung während Jahrzehnten beim Militär und im zivilen Standschiessen kann bei den Verriegelungswarzen des Verschlusses eine eventuell konstruktionsbedingte Schwäche in Form von Haarrissen auftreten. Es wird deshalb empfohlen, die Waffe vor der Wiederaufnahme des Schiessens von einem Büchsenmacher EFZ auf Funktionstüchtigkeit prüfen zu lassen.

## Gesetzliche Regelungen zum Erwerb
Bundesgesetz über Waffen, Waffenzubehör und Munition (514.54)
vom 20. Juni 1997 (Stand am 1. Juli 2016)
Art. 10 Ausnahmen von der Waffenerwerbsscheinspflicht
Folgende Waffen sowie ihre wesentlichen Bestandteile dürfen ohne Waffenerwerbsschein erworben werden:
Vom Bundesrat bezeichnete Handrepetiergewehre, die im ausserdienstlichen und sportlichen Schiesswesen der nach dem Militärgesetz vom 3. Februar 1952 anerkannten Schiessvereine ....... üblicherweise verwendet werden;
Verordnung über Waffen, Waffenzubehör und Munition (514.541)
Art. 19 Handrepetiergewehre (Art. 10 Abs. 1 Bst. b WG)
Ohne Waffenerwerbsschein können die folgenden Handrepetiergewehre erworben werden:
a.1 schweizerische Ordonnanzrepetiergewehre
Siehe auch Waffengesetz (Schweiz)

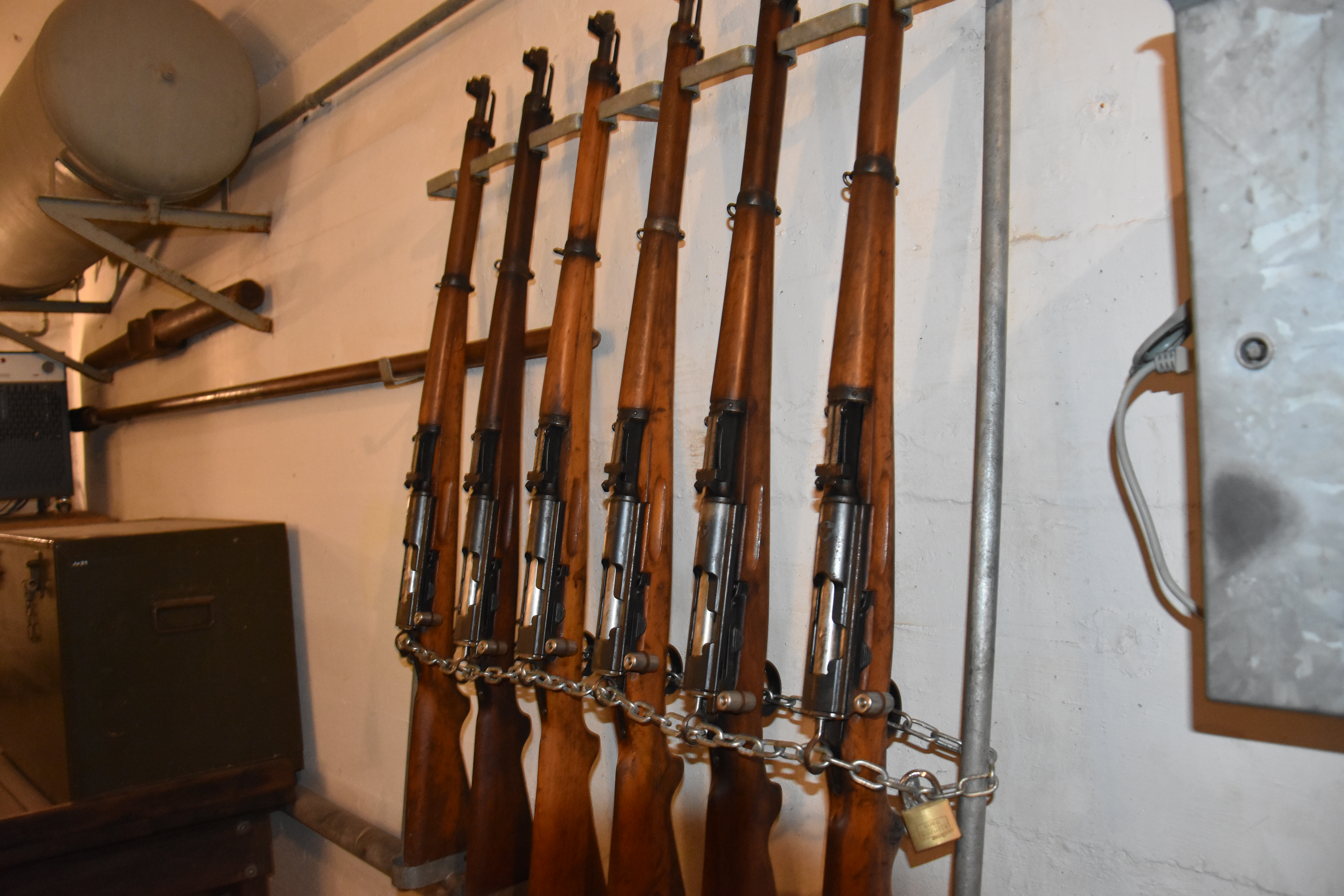
Karabiner 31 im Gewehrständer, Festung Tobleroneweg
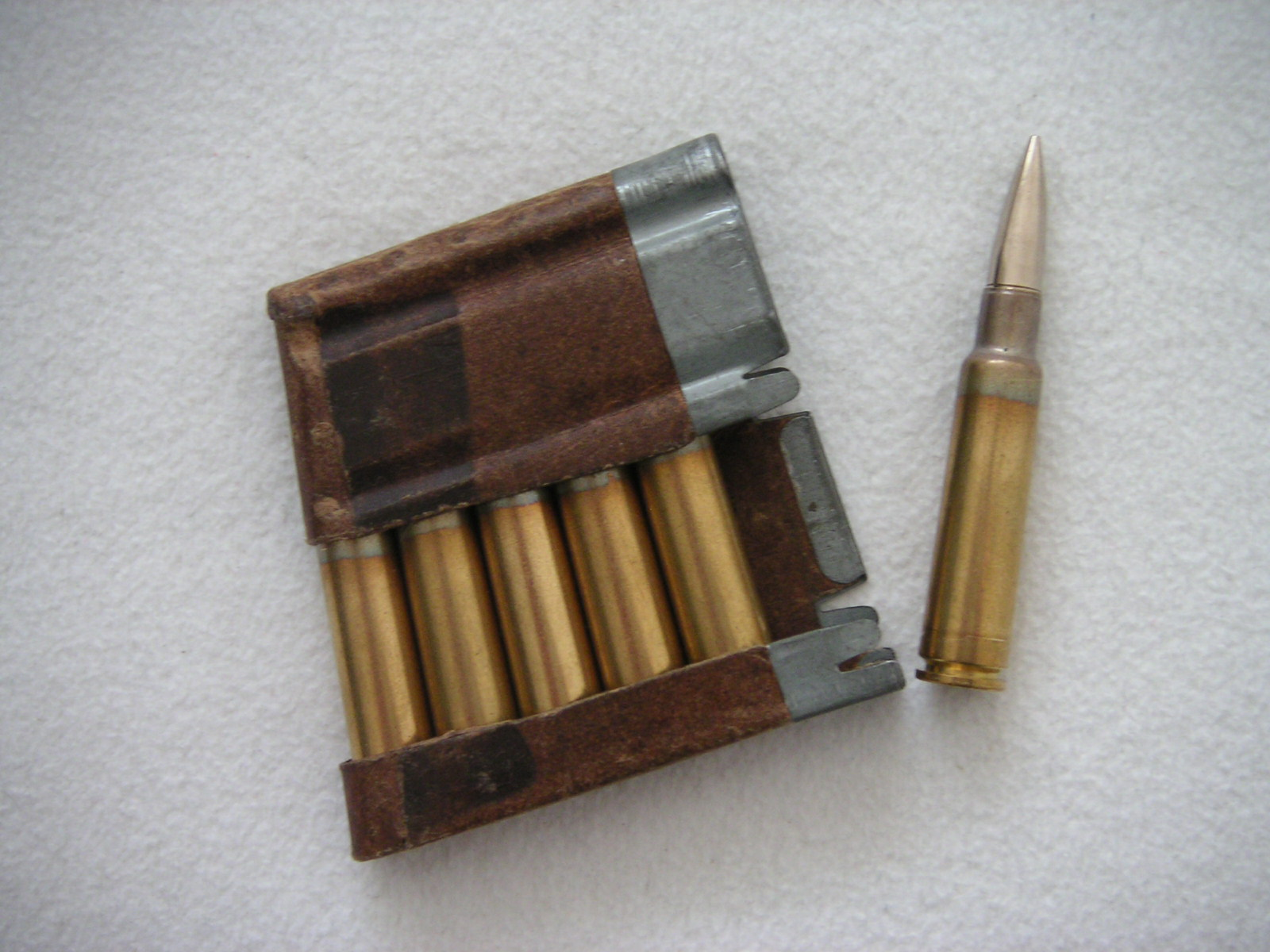
7.5×55 mm GP-11-Patrone in Ladestreifen
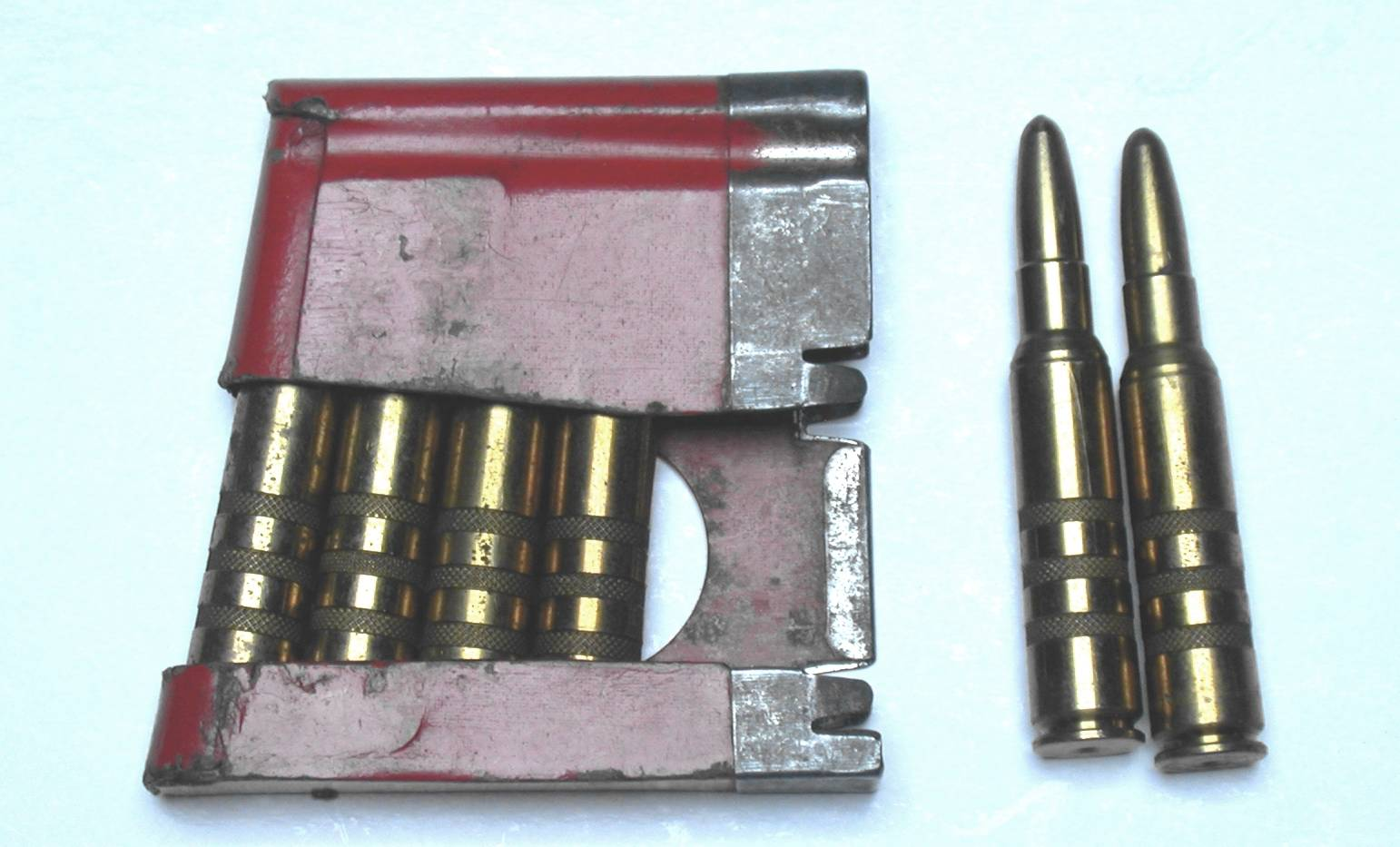
Lader für GP-11-Patronen, gezeigt sind Manipulierpatronen
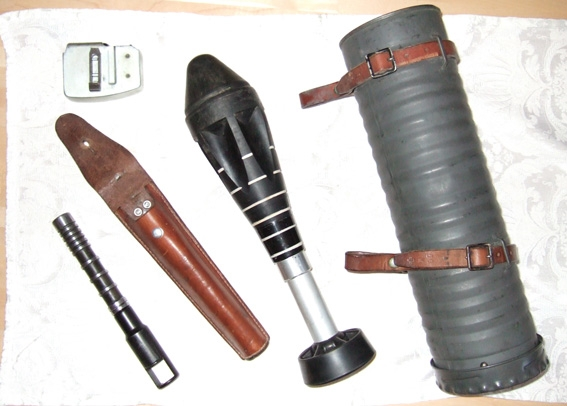
Übungs-Wurfgranate 48 mit Wechselmagazin, Schießbecher späterer Art, Schießbecherfutteral und Transportbehälter
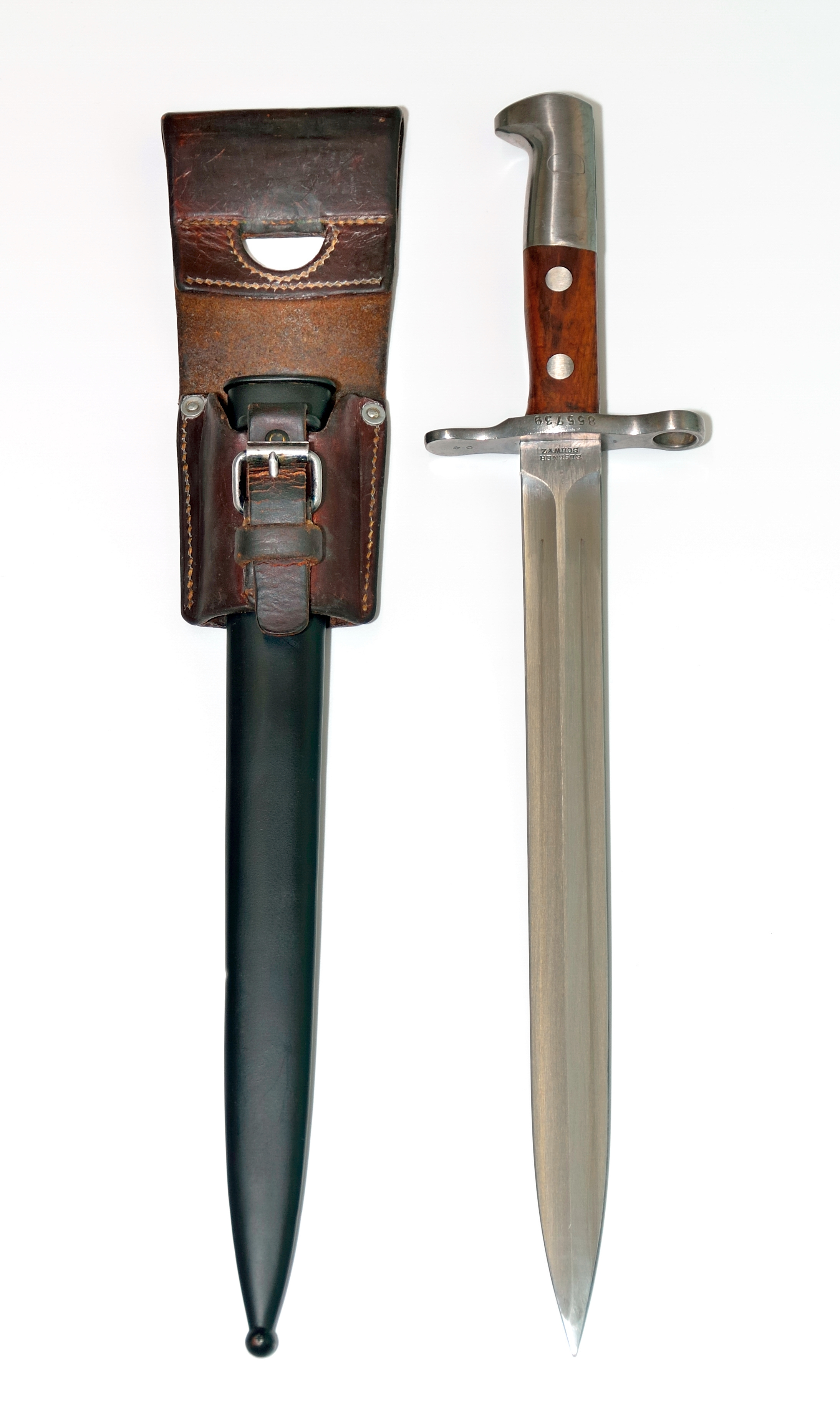
Bajonett 1918
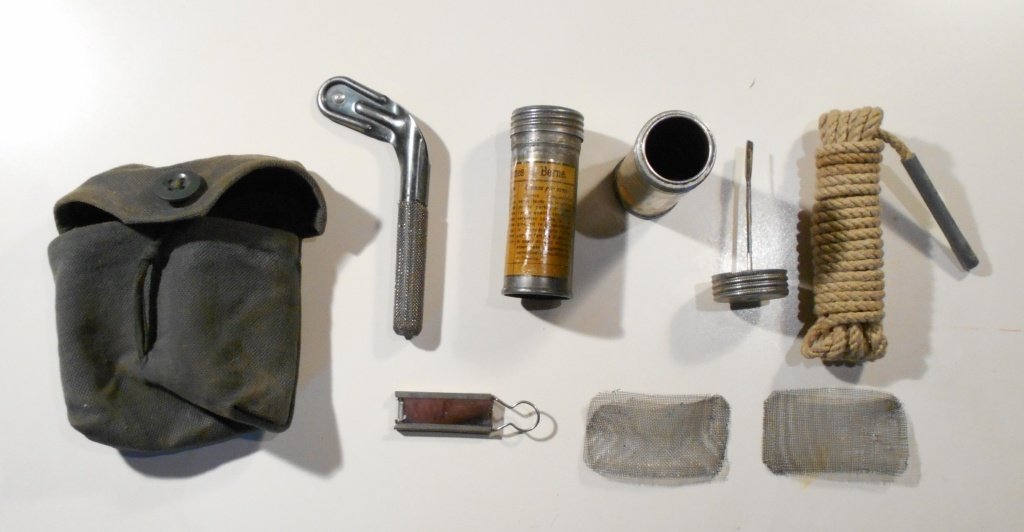
Auf dem Mann getragenes Putzzeug für den Karabiner 11 und 31